# Маттео Габбія
Маттео Габбія (італ. Matteo Gabbia, нар. 21 жовтня 1999, Бусто-Арсіціо) — італійський футболіст, захисник клубу «Мілан».

## Клубна кар'єра
Народився 21 жовтня 1999 року в місті Бусто-Арсіціо. Вихованець футбольної школи клубу «Мілан». 2017 року головний тренер першої команди Вінченцо Монтелла включив Маттео до першої команди. У дорослій команді дебютував 24 серпня 2017 року в матчі кваліфікації Ліги Європи проти албанської «Шкендії», замінивши на 73-ій хвилині Мануеля Локателлі.
31 серпня 2018 року був відданий в оренду на сезон в клуб Серії С «Луккезе-Лібертас», відігравши за команду з Лукки 29 матчів в національному чемпіонаті.

## Виступи за збірні
2014 року дебютував у складі юнацької збірної Італії, взяв участь у 28 іграх на юнацькому рівні, відзначившись 6 забитими голами. Він зіграв на чемпіонаті Європи 2016 року серед юнаків до 17 років, де Італія не вийшла з групи, а також на чемпіонаті Європи 2018 року серед юнаків до 19 років, де Італія стала фіналістом турніру.
З 2019 року з командою до 20 років поїхав на молодіжний чемпіонат світу, на якому його команда дійшла до стадії півфіналів, на якій поступилася майбутнім переможцям турніру, одноліткам з України.
4 жовтня 2024 року вперше викликаний до збірної Італії головним тренером Лучано Спаллетті для участі в матчах Ліги націй УЄФА проти збірних Бельгії та Ізраїлю.

## Статистика виступів

### Статистика клубних виступів
Станом на 25 травня 2024 року
| Сезон             | Команда            | Чемпіонат         | Чемпіонат | Чемпіонат | Національний кубок | Національний кубок | Національний кубок | Континентальні кубки | Континентальні кубки | Континентальні кубки | Інші змагання | Інші змагання | Інші змагання | Усього | Усього |
| Сезон             | Команда            | Ліга              | Ігор      | Голів     | Ліга               | Ігор               | Голів              | Ліга                 | Ігор                 | Голів                | Ліга          | Ігор          | Голів         | Ігор   | Голів  |
| ----------------- | ------------------ | ----------------- | --------- | --------- | ------------------ | ------------------ | ------------------ | -------------------- | -------------------- | -------------------- | ------------- | ------------- | ------------- | ------ | ------ |
| 2017–18           | «Мілан»            | A                 | 0         | 0         | КІ                 | 0                  | 0                  | ЛЄ                   | 1                    | 0                    | -             | -             | -             | 1      | 0      |
| 2019–20           | «Мілан»            | A                 | 9         | 0         | КІ                 | 1                  | 0                  | -                    | -                    | -                    | -             | -             | -             | 10     | 0      |
| 2020–21           | «Мілан»            | A                 | 8         | 0         | КІ                 | 0                  | 0                  | ЛЄ                   | 5                    | 0                    | -             | -             | -             | 13     | 0      |
| 2021–22           | «Мілан»            | A                 | 8         | 0         | КІ                 | 2                  | 0                  | ЛЧ                   | 0                    | 0                    | -             | -             | -             | 10     | 0      |
| 2022–23           | «Мілан»            | A                 | 12        | 0         | КІ                 | 1                  | 0                  | ЛЧ                   | 4                    | 1                    | СІ            | 0             | 0             | 17     | 1      |
| 2023–24           | «Мілан»            | A                 | 18        | 2         | КІ                 | 1                  | 0                  | ЛЧ+ЛЄ                | 0+6                  | 0+1                  | -             | -             | -             | 25     | 3      |
| Усього за «Мілан» | Усього за «Мілан»  | Усього за «Мілан» | 55        | 2         |                    | 5                  | 0                  |                      | 16                   | 2                    |               | 0             | 0             | 76     | 4      |
| 2018–19           | «Луккезе-Лібертас» | C                 | 29+1      | 1         | КІ-C               | 0                  | 0                  | -                    | -                    | -                    | -             | -             | -             | 30     | 1      |
| 2023–24           | «Вільярреал»       | ЛЛ                | 7         | 0         | КІ                 | 0                  | 0                  | ЛЄ                   | 6                    | 0                    | -             | -             | -             | 13     | 0      |
| Усього за кар'єру | Усього за кар'єру  | Усього за кар'єру | 92        | 3         |                    | 5                  | 0                  |                      | 22                   | 2                    |               | 0             | 0             | 119    | 5      |

### Статистика виступів за збірну
Станом на 23 серпня 2019 року